# Fabián Jaimes
Fabián Misael Jaimes Nava (Ciudad Nezahualcóyotl, 22 de septiembre de 1992) es un jugador de baloncesto mexicano que juega en los Soles de Mexicali de la LNBP mexicana. Con 1,98 metros de altura juega en la posición de ala-pívot. Es internacional absoluto con México.

## Trayectoria deportiva
Fabián debutó en la temporada 2015-16 con los Zonkeys de Tijuana para disputar la CIBACOPA y también lo haría en las temporadas 2017-18, 2018-19 y 2022. 
El ala-pívot mexicano también disputaría la Liga Nacional de Baloncesto Profesional de México, en concreto durante seis temporadas, cinco de ellas (temporadas 2015-16, 2016-17, 2018-19, 2019-20 y 2020-21) en las filas de las Panteras de Aguascalientes, salvo un paréntesis en la temporada 2017-18, donde jugaría en el Fuerza Regia de Monterrey, con el que también disputaría la Liga de las Américas.
El 27 de octubre de 2021, firma por los Capitanes de Ciudad de México de la NBA G League.
El 4 de marzo de 2022 es confirmado como refuerzo del Atenas de Córdoba  de la Liga Nacional de Básquet.
Tras su paso por la Liga Nacional en Argentina, regresa a México para unirse a Tijuana Zonkeys en la campaña 2022 de CIBACOPA.
Durante la temporada 2022 jugó para Astros de Jalisco debido a que Panteras de Aguascalientes no participó ese año.
En julio de 2023 se anuncia su regreso a Panteras de Aguascalientes para la temporada 2023.
A finales de 2023 refuerza a los Halcones de Xalapa en la Liga de Campeones de Baloncesto de las Américas 2023-24.
En 2024 vuelve a probar suerte en Sudamérica, ahora con los Titanes de Barranquilla de la Liga Colombiana de Baloncesto.
Una vez más regresa a Panteras de Aguascalientes para jugar la temporada 2024.
El 20 se diciembre de 2024 es anunciado como refuerzo de los Dorados de Chihuahua de la LBE para su temporada 2025.
El 13 de marzo de 2025, Soles de Mexicali anuncian su fichaje a través de redes sociales en búsqueda del título de una temporada especial para la LNBP en su aniversario 25.

### Selección nacional
Debutó con la selección de baloncesto de México. 
En 2021, promedió 5,7 puntos, 1,7 robos y 8,7 rebotes por encuentro en el clasificatorio a los Juegos Olímpicos realizado en Croacia en el que México llegó a las semifinales.
Consiguió una plata en los Juegos Centroamericanos y del Caribe de junio de 2023.
Durante agosto y septiembre de 2023 fue integrante de la selección de México que participó en el Mundial de 2023 celebrado en Asia, y que finalizó en vigesimoquinto lugar.
Fue nombrado capitán del representativo nacional que participó en los Juegos Panamericanos 2023 en Santiago de Chile.